# 車特咸 (英國國會選區)
車特咸（英語：Cheltenham），英國國會一自治市選區，位於英格蘭西南部告士打郡中部，包括車特咸二十個地方選區的十八個。
自1832年創設以來是保守黨和自由黨—自民黨之爭。2010年大選中自2005年以來任當區議員、自民黨的馬丁·霍伍德以50.5%選票成功連任。而在2015年大選中保守黨的卓傲山擊敗柯活特成功當選。